# Mycobacterium bovis
Mycobacterium bovis е бавнорастяща аеробна бактерия основен причинител на туберкулозата по говедата. Въпреки че се различава от Mycobacterium tuberculosis (основния причинител на туберкулоза при хората), тя може да прескочи видовата бариера и да причини туберкулоза и при хората.